# Kyparissi (Monemvasia)
Kyparissi (griechisch Κυπαρίσσι (n. sg.)) ist ein Dorf der Gemeinde Monemvasia in der griechischen Region Peloponnes. Es bildet mit weiteren drei kleineren Orten die gleichnamige Dimotiki Kinotita (Δημοτική Κοινότητα Κυπαρισσίου Dimotikí Kinótita Kyparissíou) im Gemeindebezirk Zarakas an der Nordostküste Lakoniens.
Bis in die 1970er Jahre bestand keine Straßenverbindung und der Ort war nur über das Meer und eine Piste von Sparta aus erreichbar. Somit blieb eine große touristische und infrastrukturelle Entwicklung lange Zeit aus. Mittlerweile führt eine zwar enge, aber asphaltierte Straße ins Dorf und noch weiter Richtung Norden die Küste entlang.
In den letzten Jahren ist der Ort als Klettergebiet bekannt geworden - in Nachbarschaft zu Leonidio, welches sich in den letzten Jahren zu einem der größten Klettergebiete Europas entwickelt hat. Während Leonidio wegen der milden Temperaturen vor allem als Winterklettergebiet beliebt ist, zeigt sich Kyparissi - wegen vieler im Schatten liegender Felswände -  auch als geeignetes Gebiet zum Seilklettern in den Sommermonaten.